# Less Than Zero (саундтрек)
Less Than Zero — саундтрек к фильму «Меньше чем ноль», вышедший в 1987 году на Def Jam Recordings и включающий в себя такие различные музыкальные жанры, как хип-хоп, поп-рок, хард-рок и R&B.

## О саундтреке
Большая часть саундтрека была спродюсирована Риком Рубином. Саундтрек стал весьма успешен и занял 31-ю строчку в американском чарте Billboard 200 и 22-ю строчку в чарте Top R&B/Hip-Hop Albums, а 8 февраля 1988 года получил статус золотого.
Четыре сингла, написанные для саундтрека, также попали в чарты Billboard. Кавер-версия старой песни The Chi-Lites «Are You My Woman (Tell Me So)» в исполнении Black Flames и песня Public Enemy «Bring the Noise» достигли незначительных успехов в R&B-чарте, однако «Going Back to Cali» LL Cool J и кавер-версия The Bangles песни «A Hazy Shade of Winter», в оригинале принадлежащей дуэту Simon and Garfunkel, заняли соответственно 31-ю и 2-ю строчки в чарте Billboard Hot 100.

## Список композиций
1. «Rockin’ Pneumonia and the Boogie Woogie Flu» — 2:56 (Aerosmith)
2. «Life Fades Away» — 3:42 (Roy Orbison)
3. «Rock and Roll All Nite» — 3:37 (Poison)
4. «Going Back to Cali» — 4:10 (LL Cool J)
5. «You and Me (Less than Zero)» — 3:36 (Glenn Danzig and The Power Fury Orchestra)
6. «In-A-Gadda-Da-Vida» — 3:19 (Slayer)
7. «Bring the Noise» — 3:45 (Public Enemy)
8. «Are You My Woman? (Tell Me So)» — 3:06 (Black Flames)
9. «She Lost You» — 2:58 (Joan Jett and the Blackhearts)
10. «How to Love Again» — 4:42 (Alyson Williams and Oran «Juice» Jones)
11. «A Hazy Shade of Winter» — 2:47 (The Bangles)

В фильме прозвучало несколько композиций, не вошедших в официальный саундтрек. Среди них «Abele Dance» Ману Дибанджо, «Psychotic Reaction» Count Five, «Christmas in Hollis» Run-D.M.C., «Bump n Grind» Дэвида Ли Рота, «Fight Like a Brave» Red Hot Chili Peppers, «Lil’ Devil» The Cult, «Want Fi Goh Rave» Линтона Квези Джонсона, «Moonlight Drive» The Doors и «Fire» Джими Хендрикса.